# Comuna Lilla Edet
Lilla Edet (Lilla Edets kommun) este o comună din comitatul Västra Götalands län, Suedia, cu o populație de 12.829 locuitori (2013).

## Geografie

### Zone urbane
Lista celor mai mari zone urbane din comună (anul 2015) conform Biroului Central de Statistică al Suediei:
| Nr | Zona urbană       | Pop.  |
| -- | ----------------- | ----- |
| 1  | Lilla Edet        | 3.772 |
| 2  | Lödöse            | 1.540 |
| 3  | Lilla Edet västra | 1.446 |
| 4  | Göta              | 1.002 |
| 5  | Nygård            | 490   |
| 6  | Hjärtum           | 385   |

## Demografie
| \| Evoluția demografică în comuna Lilla Edet, 1970–2015 \| Evoluția demografică în comuna Lilla Edet, 1970–2015 \| Evoluția demografică în comuna Lilla Edet, 1970–2015 \| Evoluția demografică în comuna Lilla Edet, 1970–2015 \| Evoluția demografică în comuna Lilla Edet, 1970–2015 \| \| ----------------------------------------------------------------------------------------------------- \| ---------------------------------------------------- \| ---------------------------------------------------- \| ---------------------------------------------------- \| ---------------------------------------------------- \| \| An \| \| \| Locuitori \| \| \| 1970 \| 1970 \| \| 10065 \| 10065 \| \| 1975 \| 1975 \| \| 11229 \| 11229 \| \| 1980 \| 1980 \| \| 11836 \| 11836 \| \| 1985 \| 1985 \| \| 11971 \| 11971 \| \| 1990 \| 1990 \| \| 12939 \| 12939 \| \| 1995 \| 1995 \| \| 13288 \| 13288 \| \| 2000 \| 2000 \| \| 12944 \| 12944 \| \| 2005 \| 2005 \| \| 12889 \| 12889 \| \| 2010 \| 2010 \| \| 12578 \| 12578 \| \| 2015 \| 2015 \| \| 13178 \| 13178 \| \| Sursa: SCB - Statistika Centralbyrån, Folkmängd efter region, civilstånd, ålder och kön. År 1968–2016 \| \| \| \| \| |      |  |           |       |
| Evoluția demografică în comuna Lilla Edet, 1970–2015 |      |  |           |       |
| An |      |  | Locuitori |       |
| 1970 | 1970 |  | 10065     | 10065 |
| 1975 | 1975 |  | 11229     | 11229 |
| 1980 | 1980 |  | 11836     | 11836 |
| 1985 | 1985 |  | 11971     | 11971 |
| 1990 | 1990 |  | 12939     | 12939 |
| 1995 | 1995 |  | 13288     | 13288 |
| 2000 | 2000 |  | 12944     | 12944 |
| 2005 | 2005 |  | 12889     | 12889 |
| 2010 | 2010 |  | 12578     | 12578 |
| 2015 | 2015 |  | 13178     | 13178 |
| Sursa: SCB - Statistika Centralbyrån, Folkmängd efter region, civilstånd, ålder och kön. År 1968–2016 |      |  |           |       |